# Сатан
Сата́н (порт. Sátão; МФА: [ˈsa.tɐ̃w]) — муніципалітет і містечко в Португалії, в окрузі Візеу. Розташований у центрально-північній частині країни, на теренах історичної португальської провінції Бейра. Належить до Візеуської діоцезії Католицької церкви в Португалії. Права міського самоврядування має з 1111 року. Поділяється на 9 парафій. За адміністративним поділом, чинним до 1976 року, був складовою провінції Верхня Бейра. Площа муніципалітету — 201,94 км², населення муніципалітету — 12444 ос. (2011); густота населення — 61,62 осіб/км²
. Патрон — Діва Марія. Святковий день муніципалітету — 20 серпня. Поштовий індекс — 3560.  Код місцевої адміністративної одиниці — 1817. Складова статистичного регіону Центр.

## Назва
- Сата́н (порт. Sátão, стара орфографія: порт. Sattam) — сучасна португальська назва.
- Сатта́н, Сатта́м (порт. Sattam) — альтернативні назви.

## Географія
Сатан розташований на півночі Португалії, на сході округу Візеу.
Сатан межує на півночі з муніципалітетом Моймента-да-Бейра, на сході — з муніципалітетом Агіар-да-Бейра, на півдні — з муніципалітетом Пеналва-ду-Каштелу, на заході — з муніципалітетом Візеу, на північному заході — з муніципалітетом Віла-Нова-де-Пайва.

## Історія
1111 року португальський граф Генріх Бургундський надав Сатану форал, яким визнав за поселенням статус містечка та муніципальні самоврядні права.

## Населення
| Кількість мешканців | Кількість мешканців | Кількість мешканців | Кількість мешканців | Кількість мешканців | Кількість мешканців | Кількість мешканців | Кількість мешканців | Кількість мешканців | Кількість мешканців | Кількість мешканців | Кількість мешканців | Кількість мешканців | Кількість мешканців | Кількість мешканців |
| ------------------- | ------------------- | ------------------- | ------------------- | ------------------- | ------------------- | ------------------- | ------------------- | ------------------- | ------------------- | ------------------- | ------------------- | ------------------- | ------------------- | ------------------- |
| 1864                | 1878                | 1890                | 1900                | 1911                | 1920                | 1930                | 1940                | 1950                | 1960                | 1970                | 1981                | 1991                | 2001                | 2011                |
| 11 775              | 12 725              | 12 531              | 13 472              | 13 885              | 13 772              | 14 892              | 15 239              | 16 872              | 16 824              | 14 245              | 13 587              | 13 342              | 13 144              | 12 444              |